# Distenia ampliata
Distenia ampliata es una especie de escarabajo longicornio del género Distenia, categorizada en la tribu Disteniini, de la orden Coleoptera. Fue descrita por Pu en 1985.

## Descripción
Mide 28,5 mm de longitud.

## Distribución
Se distribuye por China.